# Artur Krzeszowiec
Artur Krzeszowiec (* 20. Juli 1972 in Gliwice) ist ein ehemaliger polnischer Straßenradrennfahrer.
Artur Krzeszowiec gewann 1990 bei den Junioren-Weltmeisterschaften in Middlesbrough die Bronzemedaille im Teamzeitfahren. In der Saison 1992 entschied er die Gesamtwertung der Szlakiem Grodów Piastowskich für sich, und er gewann eine Etappe bei der Tour de Pologne. 1998 war er erneut bei einem Teilstück der Tour de Pologne erfolgreich. Daraufhin wurde er im nächsten Jahr Profi bei dem Radsportteam Amore & Vita-Beretta. In seiner ersten Saison dort gewann er die zweite Etappe bei der Tour de l’Ain, und im Jahr 2000 gewann er den Memorial Kazimierza Gazdy. 2001 wechselte Krzeszowiec zu der polnischen Mannschaft CCC Mat. Ab August 2002 fuhr er für Servisco-Koop und 2003 für das tschechische Team Joko Velamos. 2004 wechselte er dann wieder zurück zu Amore & Vita-Beretta. In der Saison 2005 gewann er eine Etappe bei Szlakiem Grodów Piastowskich. Außerdem gewann er eine Etappe und die Gesamtwertung bei Szosami Zagłębia. Ende des Jahres 2006 beendete er seine Karriere.

## Erfolge
1992
- Gesamtwertung Szlakiem Grodów Piastowskich
- eine Etappe Tour de Pologne

1998
- eine Etappe Tour de Pologne

1999
- eine Etappe Tour de l’Ain

2005
- eine Etappe Szlakiem Grodów Piastowskich
- eine Etappe und Gesamtwertung  Szosami Zagłębia

## Teams
- 1999–2000 Amore & Vita-Beretta (bis 15. August)
- 2001 CCC Mat
- 2002 CCC-Polsat (bis 31. Juli)
- 2002 Servisco-Koop (ab 1. August)
- 2003 Joko Velamos
- 2004–2005 Amore & Vita-Beretta
- 2006 Amore & Vita-McDonald's